# Sicyonia bispinosa
Sicyonia bispinosa is een tienpotigensoort uit de familie van de Sicyoniidae. De wetenschappelijke naam van de soort is voor het eerst geldig gepubliceerd in 1844 door De Haan.